# Rageth Mathis
Rageth Mathis (* 1752; † 28. Dezember 1797) war ein Schweizer Glockengiesser in Chur. Er führte die Churer Glockengiesser-Tradition des 17. und 18. Jahrhunderts fort und schuf zwischen 1774 und 1797 mindestens drei Dutzend Glocken, meist für Bündner Kirchen.

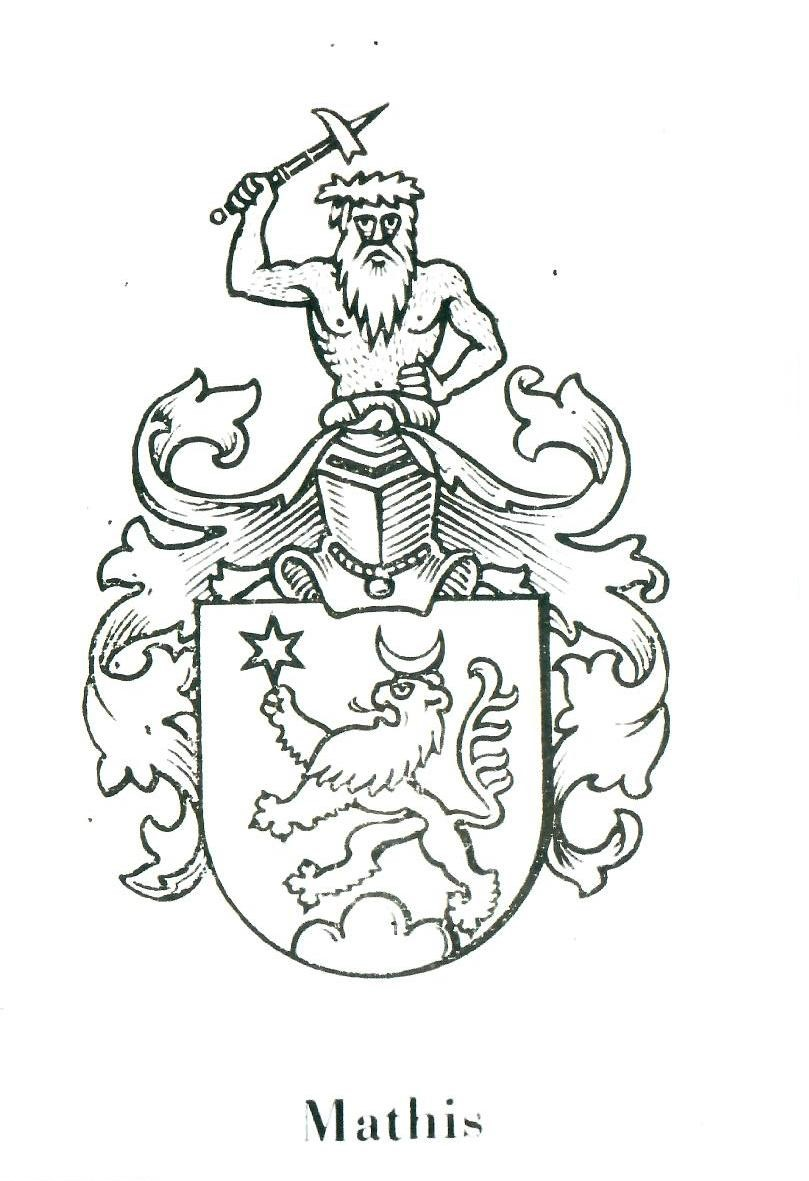
Familienwappen Mathis

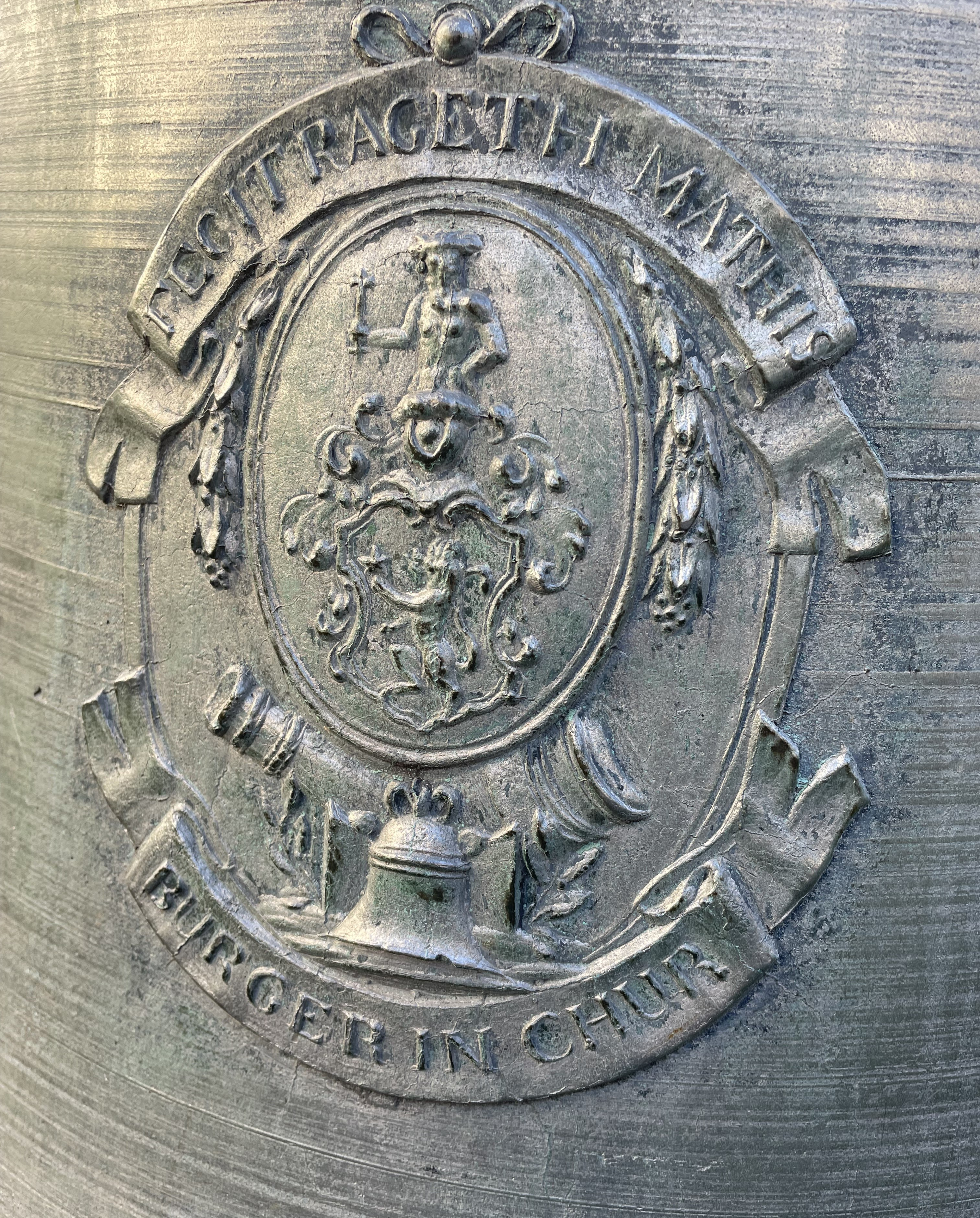
Kirche St. Nikolaus Altstätten SG. Frauenglocke von 1797 mit Giesseremblem Rageth Mathis

## Leben
Der in Chur wohnhafte Rageth Mathis (auch Raget Mathis) stammte vielleicht aus Salouf und sein Familienname war Sonder, selber nannte er sich aber Rageth Mathis. Über sein Leben ist wenig bekannt. 1778 gibt es einen (dann abgewiesenen) Streit, weil Rageth Mathis in seinem Baumgarten eine Giesshütte erstellt, welche von der Klagepartei als gefährlich angesehen wird. 1782 und 1792 wird Rageth Mathis als Zunftmeister bezeichnet. 1791 verkauft Raget Mathis sein auf der Metzg stehendes Wohnhaus im dem Metzgergessli beifndlich an Urban Camenisch. 1789 war der Brodführer Josef David aus Sachsen Schlossergeselle bei Rageth Mathis. Immer wieder kam es zu gerichtlichen Auseinandersetzungen in Bezug auf Wald und Holz. Als Churer Glockengiesser war er Nachfolger von Johannes Schmid von Grüneck. Rageth Mathis starb am 28. Dezember 1797 beim Einbau der Frauenglocke (Schlagton dis') der St. Nikolauskirche in Altstätten durch einen Arbeitsunfall. Er hinterliess die vier Kinder Rageth Mathis, Ciprian, Dorothé und (wahrscheinlich) Anna Catharina Elis. Mit Rageth Mathis endet die Churer Glockengiesser-Tradition des 17. und 18. Jahrhunderts der Glockengiesser Gaudentz Hempel, Matheus Albert und Johannes Schmid von Grüneck. - Im Jahre 1780 eröffnete ein Rageth Mathis im Churer Welschdörfli eine kleine Hausbrauerei, welche im 20. Jahrhundert in die Rhätische Aktienbrauerei, später Calanda Bräu (heute: Heineken) aufging. Es kann vermutet werden, dass es sich beim Glockengiesser und dem Bierbrauer Rageth Mathis um ein und dieselbe Person handelt.

## Werke
- 1774 – Reformierte Kirche Davos Frauenkirch. Sehr ausführliche Inschrift, u. a.: DIS GESCHIER ZU GOTTES EHR UND LOB (H)AT R. MATHIASS VON CHUR GEGOSSEN / VON GLCOKEN ZWAR DIE ERSTE PROB / DEN EHRSAMEN GMEINSGENOSEN / LÖBLICHER LANDSCHAFT DAVOS GENANT / SICH ZU EMPFEHLEN IN DEM LAND 23/26/NOVEMBER A 1774[15]
- 1776 – Kirche St. Maria und Michael Churwalden[16]
- 1776 – Pfarrkirche St. Maria Geburt Alvaneu[17]
- 1778 – Reformierte Kirche Saas im Prättigau. Inschrift: DER EHR GOTTES HAT MICH RAGETH MATHIS GEGOSEN CANON UND GLOCHEN GIESSER BURGER IN CHUR 1778[18]
- 1778 – Reformierte Kirche Serneus. Zwei Glockenn[19]
- 1779 – Reformierte Kirche Teufen AR. Inschrift: GEGOSSEN MIT KUNST UND FLEISS VON RAGET, GLOGGENGIESSER, BURGER IN CHUR. – ALT 27 JAHR (1779)[20]
- 1780 – Reformierte Kirche Davos Sertig. Inschrift: RAGET MATHIS IN CHUR 1780[21]
- 1780/1794 - Reformierte Kirche Oetwil am See. Vier[22] Glocken[23]
- 1780/1788 - Reformierte Kirche Malans. Vier Glocken, eine davon gesprungen und 1788 umgegossen. Inschrift: FECIT RAGETH MATHIS BURGER IN CHUR 1780 (bzw. 1788). Dazu Wappen des Meisters (Mathis Sonder)[24][25]
- 1781 – Reformierte Kirche Chamues-ch. Zwei Glocken. Inschrift: FECIT RAGETH MATHIS 1781[26]
- 1781 – Reformierte Kirche Gais AR. Inschrift: ANNO 1781 GOSS MICH WIEDER DURCH KUSNT UND FLISS IN CHUR HERR ZUNFTMEISTER RAGET MATHIS und ANNO 1794 GOS MICH WIEDERHOLT DER GLEICHE KÜNSTLER MICH.[27]
- 1781/1782 – San Niculò (Pontresina). Zwei Glocken[28]
- 1782 – Kirche St. Antonius von Padua in Cavardiras. Inschrift: FECIT RAGETH MATHIS, BURGER IN CHUR 1782[29]
- 1782 – Kapelle St. Mauritius in Cumbel. Inschrift: RAGETH MATHIS FECIT 1782[30]
- 1782 – Sta. Maria (Pontresina). Inschrift: RAGETH MATHIS FECIT 1782[31]
- 1782 – Reformierte Kirche Valchava. Inschrift: RAGETH MATHIS FECIT 1782[32]
- 1783 - Ein Glöcklein für Masans[33]
- 1784 – Wallfahrtskapelle St. Maria in Camp, Vals GR. Inschrift: FECIT RAGETH MATHIS BURGER IN CHUR 1784[34]
- 1785 – Ehemalige St. Remigiuskirche Sirnach. Inschrift: FECIT RAGEHT MATHIS BURGER US CHUR 1786[35]. Giesserkartusche mit Wappen, Bändern, Glocke, zwei Kanonenrohre. Diese Glocke wurde 1938/39 nach katholisch Bettwiesen (TG) übertragen[36][37].
- 1785 – Reformierte Kirche Furna. Inschrift: FECIT RAGETH MATHIS BURGER IN CHUR 1785[38]
- 1786 – Reformierte Kirche Splügen. Inschrift: FECIT RAGETH MATHIS BURGER INCHUR 1786[39].
- 1786 – Reformierte Kirche Männedorf. Zwei Glocken[40][41]
- 1787 – Reformierte Kirche Praden. Inschrift: FECIT RAGETH MATHIS 1787[42]
- 1788 – Pfarrkirche St. Blasius Tinizong. Inschrift: FECIT RAGETH MATHIS BURGER IN CHUR 1788[43]
- 1789 – Katholische Pfarrkirche Trimmis. Inschrift: A FULGURE ET TEMPESTATE LIBERE NOS DOMINE JESU CHRISTE A 1789 – FECIT RAGETH MATHIS BURGER IN CHUR.[44]
- 1789 – Reformierte Kirche Tschiertschen. Inschrift: FECIT RAGETH MATHIS BURGER IN CHUR 1789[45]
- 1790 – Pfarrkirche in Camuns. Inschrift: A FULGURE ET TEMPESTATE LIBERE NOS DOMINE JESU CHRISTE. RAGETH MATHIS, BURGER IN CHUR 1790[46]
- 1790 – Reformierte Kirche Clugin. Inschrift: FECIT RAGETH MATHIS 1790[47]
- 1790 - Mels Kapelle St. Katharina in Vermol. Eine Glocke. Inschrift: FECIT RAGEHT MATHIS 1792[48]
- 1790 - Vättis Kapelle S. Martin im Calfeisental. Eine Glocke. Inschrift: FECIT RAGEHT MATHIS 1790[49]
- 1791 – Pfarrkirche St. Florinus Siat. Drei Glocken gegossen 1791[50]
- 1792 - Mels Kapelle St. Martin. Eine Glocke. Inschrift: FECIT RAGEHT MATHIS 1792[51]
- 1793 – Reformierte Kirche Russikon. Akkord mit R. Mathis am 28. September 1792.[52] Abgegangenes Geläute von 1793  f' - a' - c'' - f''[53]
- 1793 – Kapelle St. Franziskus in Rueun. Inschrift: FECIT RAGEHT MATHIS 1793[54]
- 1793 – Alte Pfarrkirche St. Martin Cazis. Inschrift: FECIT RAGETH MATHIS 1793[55]
- 1793 – Reformierte Kirche Jenaz. Inschrift: FECIT RAGETH MATHIS BURGER VON CHUR 1793[56]
- 1795 – Reformierte Kirche Ftan. Drei Glocken[57]. Inschrift der grossen Glocke: GEGOSSEN IN EINEM GUSS MIT KUNST VON MIR RAGETH MATHIS, BURGER IN CHUR 1795 und AM 15. APRIL 1794 NACHTS 11 UHR EIN FEUER AUFGING UND 64 HÄUSER UND SCHEUNENE VERRANNTEN[58].
- 1795 – Reformierte Kirche Guarda[59].
- 1796 – Im alten Burgturm von Surcasti. Inschrift: A FULGURE ET TEMPESTATE LIBERE NOS DOMINE JESU CHRISTE 1796 – FECIT RAGETH MATHIS[60]
- 1797 – Pfarrkirche Peiden.[61]
- 1797 – Kapelle St. Mariae Heimsuchung in Afeier in Obersaxen.[62]
- 1797 – Pfarrkirche St. Nikolaus Altstätten. Fünf Glocken. Inschrift auf den beiden noch vorhandenen Glocken: HIMMEL UND ERDE WERDEN VERGEHEN, ABER MEIN WORT BLEIBT EWIG STEHEN und IN CYMBALIS BENESONATIBUS LAUDATE DOMINUM - FECIT RAGETH MATHIS BURCHER IN CHUR[63][64]